# Metal Factory (Eindhoven)
De Metal Factory (vaak afgekort als MF) is een onderwijsinstelling voor middelbaar beroepsonderwijs in Eindhoven. Het is de eerste beroepsopleiding ter wereld die uitsluitend is gefocust op metalmuziek. Het betreft een beroepsopleidende leerweg die onderdeel is van het regionaal opleidingencentrum het Summa College. Het schoolgebouw van de Metal Factory is gevestigd in het Eindhovense poppodium Dynamo. De voertaal van de school is het Engels.

## Onderwijsaanbod
Centraal binnen de opleiding staat de ontwikkeling van de (veelal stijlgebonden) muzikale vaardigheden en muziektheoretische kennis die doeltreffend zijn voor een metalartiest. De opleiding kent vijf hoofdrichtingen: vocalen, elektrische gitaar, basgitaar, keyboard en drumstel. Deze hoofdrichtingen houden verband met de meest voorkomende bezettingen van metalbands. Ook krijgen de studenten les in de musicologische kant van de metalmuziek, waarin bijvoorbeeld de subgenres en de geschiedenis van de stijl aan bod komen.
Management vormt ook een gewichtig aspect van de opleiding. Belangrijke thema's hierbinnen zijn bijvoorbeeld marketing, merchandising en het regelen van concerten en concerttournees. Op de Metal Factory worden regelmatig lessen gegeven door Nederlandse tourmanagers en medewerkers van boekingskantoren.

## Bekende docenten
In de onderstaande lijst staan bekende metalartiesten die werken, of gewerkt hebben, als docent(e) op de Metal Factory.
- Ruud Jolie (1976), gitarist van Within Temptation[4] en Maiden uniteD
- Rob van der Loo (1979), bassist van Epica en voorheen bij Delain
- Marcela Bovio (1979), voormalig zangeres van Stream of Passion
- Stef Broks (1981), voormalig drummer van Textures[4]
- Johan van Stratum (1982), bassist van VUUR en voorheen bij Stream of Passion[4]

De Nederlandse zangeres Floor Jansen (vooral bekend als de leadzangeres van Nightwish) was geïnstalleerd als zangdocente op de Metal Factory. Net voordat de opleiding open ging werd Jansen gevraagd voor Nightwish, waarvoor ze naar Finland verhuisde.

## Bekende oud-studenten
De ondergenoemde metalartiesten waren student van de Metal Factory en hebben hier hun diploma gehaald.
- Micky Huijsmans (1995), leadzangeres bij Sowulo en voorheen bij End Of The Dream
- Siebe Sol (1998), sessiemuzikant en bassist van onder andere Blackbriar en Phantom Elite
- Wouter Macare (1999), drummer en medecomponist van Inferum

## Bands gevormd op de Metal Factory
De onderstaande metalbands zijn op de Metal Factory gevormd.
- Inferum
- Sisters of Suffocation